# التجمع من أجل الجمهورية
التجمع من أجل الجمهورية (بالفرنسية: Rassemblement pour la République)‏ هو حزب سياسي فرنسا، أسس في 5 ديسمبر 1976، وحل في 21 سبتمبر 2002، يقع مقره في باريس، وقد تم تأسيسه بواسطة جاك شيراك.

## أعضاء بارزون
- كود سباركل
- تحديث القائمة

- نيكولا ساركوزي
- جاك شيراك (1976 - 2002)
- دومينيك دو فيلبان
- موريس دريون
- ألان جوبيه
- إدوار بالادور
- ميشال دوبريه
- بيير مسمر
- ميشيل بارنييه
- جاك شابان دلماس